# آیان موکرجی
آیان موکرجی (انگلیسی: Ayan Mukerji؛ زادهٔ ۱۵ اوت ۱۹۸۳) کارگردان فیلم و فیلم‌نامه‌نویس اهل هند است. وی از سال ۲۰۰۵ میلادی تاکنون مشغول فعالیت بوده‌است.

## فیلم‌شناسی
| Films that have not yet been released | Denotes films that have not yet been released |

| سال  | فیلم            | کارگردان | نویسنده | یادداشت                                                                            |
| ---- | --------------- | -------- | ------- | ---------------------------------------------------------------------------------- |
| ۲۰۰۹ | بیدار شو سید    | آری      | آری     | Filmfare Award for Best Debut Director (Shared with زویا اختر برای خوشبختی تصادفی) |
| ۲۰۱۳ | جوانی و دیوانگی | آری      | آری     | نامزد—جایزه فیلم‌فیر بهترین کارگردانی                                               |
| ۲۰۲۰ | برهماسترا       | آری      | آری     | Filming                                                                            |

### بازیگر
- تحویل در منزل (2005) - Cameo Appearance
- هرگز نگو خداحافظ (2006) - Cameo Appearance
- خوشبختی تصادفی (2009) – Special Thanks Credit
- Gippi (2013) – Special Thanks Credit
- جوانی و دیوانگی (2013) - Cameo Appearance
- بی‌شرم (فیلم ۲۰۱۳) (2013) – Special Thanks Credit